# Bančići (Federacja Bośni i Hercegowiny)
Bančići – wieś w Bośni i Hercegowinie, w Federacji Bośni i Hercegowiny, w kantonie hercegowińsko-neretwiańskim, w gminie Stolac. W 2013 roku pozostawała niezamieszkana.